# Savran (huyện)
Huyện Savran (tiếng Ukraina: Савранський район, chuyển tự: Savrans’kyi raion) là một huyện của tỉnh Odessa thuộc Ukraina. Huyện Savran có diện tích 617 km², dân số theo điều tra dân số ngày 5 tháng 12 năm 2001 là 22176 người với mật độ 36 người/km2. Trung tâm huyện nằm ở Savran.